# 青柳美保
青柳 美保（あおやぎ みほ）は、フリーアナウンサー、フリーの司会者、料理研究家、実業家。

## 人物
愛称「ムーちゃん」。群馬県前橋市出身。群馬県立前橋女子高等学校を経て、共立女子大学を卒業。群馬テレビ編成部を退社後、フリーの司会者となる。前橋まつりや前橋花火大会など前橋市の公共イベントでの司会を務め、まえばしCITYエフエムで複数番組のパーソナリティを務める。大学時代の専攻が食物学であり、料理研究家として料理コンテストでの受賞経歴や飲食店向けのレシピ開発や商品プロデュースの実績などがある。自身がプロデュースしたカフェを開業し、菓子製造やカフェ事業、制服販売などを手掛けるMOO-FACTORYの代表取締役。前橋市の広報誌の音訳を担当したり、子ども食堂の運営に参加するなど社会福祉貢献活動も幅広く行っている。

## 経歴
- 2002年～2024年 - 前橋花火大会 総合司会[15][16][17]
- 2007年～2023年 - 前橋まつり セレモニー司会[18]
- 2011年～2017年 - M'sガーデン（まえばしCITYエフエム）金曜日パーソナリティ[1]
- 2014年 - 書籍「前橋食堂」にレシピが掲載される。
- 2015年 - 前橋おもてなし料理コンテスト最優秀賞受賞[19][20][21][22]
- 2016年～2019年 - お熱いのがお好き（まえばしCITYエフエム）パーソナリティ
- 2017年 - 自身の料理プロジェクト ムーちゃんの手作りキッチンをスタート。惣菜販売や、料理教室を開催。
- 2017年～2019年 - けやきガーデン845（まえばしCITYエフエム）パーソナリティ
- 2017年12月4日 - 創業カフェ・ムーちゃん開業
- 2018年2月6日 - ムーちゃんのまえばし創業カフェラジオ（まえばしCITYエフエム）パーソナリティ
- 2018年～2024年 - KING of PIZZA IN Maebashi 総合司会
- 2019年〜2020年 - Family Smile （まえばしCITYエフエム）パーソナリティ
- 2019年4月 - ミスワイン群馬 スピーチレッスン講師[3]
- 2019年11月19日 - スマートモビリティシンポジウム（前橋市）総合司会[23]
- 2019年11月30日 - カフェで販売している焼きまんじゅうマフィンが「美味しいまえばし再発見！おみやげコンテスト2019」でグランプリ受賞[8][24][25][1]
- 2020年4月6日 - M-WAVE EVENING EXPRESS（まえばしCITYエフエム）パーソナリティ[2]
- 声の広報まえばし （前橋市）音訳担当[13]
- 2020年5月 - テイクアウト情報サイト「マエテク」開設[1][13][14]
- 2020年10月～2021年3月 - やっチャンネル（まえばしCITYエフエム）ナビゲーター
- 2020年10月28日 - サンダース花火大会（群馬クレインサンダース） 実況[26]
- 2020年11月17日 - カフェ2店舗目で製造工場も兼ねたMOO CAFEをオープン
- 2021年～2022年 - まえばしスマイルフェス 総合司会[27]
- 2021年12月30日 - Swingunma(スウィングンマ) フェス MC[28]
- 2022年2月 - 前橋市産業振興・社会貢献優良企業表彰[29]
- 2022年2月 - 前橋市中心商店街の老舗商店とコラボした「前橋まちなかのり弁」を企画開発・プロデュース[30]
- 2022年2月1日 - 令和3年度グッドデザインぐんま審査員特別賞『焼きまんじゅうマフィン　4個セット』、令和3年度グッドデザインぐんま選定商品『奇跡の野菜 ビーツの「ムードレ」』[31]
- 2022年2月28日 - まちづくりタウンミーティング（前橋市）パネリスト[32]
- 2022年4月 - Ｍサポ運営コーディネーター（前橋市市民活動支援センター）[33][34]
- 2022年4月 - 一般社団法人 前橋市物産振興会 理事[35]
- 2022年6月23日 - ぐんま輝く女性チャレンジ賞受賞[1][14][36]
- 2023年6月～12月 - 中曽根康隆の【やっチャンネル】 Season2（まえばしCITYエフエム）ナビゲーター
- 2023年8月27日 - まえばしプロレス 司会[37]
- 2023年9月17日 - 前橋まちなか音楽祭「音と食で世界を繋ぐ～箏とフルート、イタリアンの夕べ～」 司会[38]
- 2023年10月1日 - 寅谷リコ17周年記念コンサートin太田 司会[39]
- 2023年11月18日 - 高橋元吉作品朗読・演奏会（前橋文学館） 朗読[40]
- 2023年11月26日 - つどにわコンサート 朗読[41]
- 2023年12月11日 - まちづくりシンポジウム（前橋市） ファシリテーター[42]
- 2023年12月16日 - 公共交通シンポジウム「データ活用で切り開く　公共交通の新境地」（前橋市） 司会[43]
- 2023年12月24日 - あぽろんず・クリスマスコンサート2023〜どんぐりの家〜 朗読[44][45]
- 2024年2月1日 - 前橋市長選合同個人演説会 司会[46]
- 2024年3月2日 - 自伐型林業で新しい暮らし方 フォーラム in 前橋 司会[47]
- 2024年8月24日 - あぽろんず朗読コンサート「この子らを世の光に」 朗読[48]
- 2024年9月23日 - フリューディヲン朗読コンサート 朗読[49]
- 2024年10月20日 - 前橋BOOK FES2024 閉会イベント 司会[50]
- 2024年12月22日 - あぽろんずクリスマスコンサート2024「山に祈る」 朗読[51]

## 現在の担当番組
ラジオ
- M-WAVE EVENING EXPRESS（まえばしCITYエフエム） - 月〜金曜日17:30 - 18:29
- ムーちゃんのまえばしSow業ラジオ（まえばしCITYエフエム） - 金曜日15:00 - 15:54（再放送 翌週火曜日21:00 - 21:54）

ネット放送
- 創業カフェ・ムーちゃん（YouTube） - 不定期・日曜日

## 過去の担当番組
ラジオ
- 中曽根康隆の【やっチャンネル】 Season2（まえばしCITYエフエム） - 2023年
- Mwave群馬ワイン女子部（旧番組名：ミスワイン群馬のラジオ番組）（まえばしCITYエフエム） - 2017～2021年
- やっチャンネル（まえばしCITYエフエム） - 2020年～2021年
- Family Smile （まえばしCITYエフエム） - 金曜日　2019年～2020年
- まえばし情報ステーション（まえばしCITYエフエム） 2017年～2020年
- まえばし情報ナビ（まえばしCITYエフエム） 2017年～2020年
- けやきガーデン845（まえばしCITYエフエム) - 日曜日 2017年～2019年
- お熱いのがお好き（まえばしCITYエフエム） - 金曜日 2016年～2019年
- M'sガーデン（まえばしCITYエフエム）金曜日 2011年～2017年[52]
- L.I.P. Living Information Program（まえばしCITYエフエム） ～2017年